# Air Jordan (cheval)
Air Jordan (né le 20 mai 1996, mort en 2013) est un étalon  de sport issu du stud-book de l'Oldenbourg, et monté en saut d'obstacles (CSO) par Judy-Ann Melchior, puis par Daniel Deußer jusqu'à sa fin de carrière. Il décroche la médaille d'argent durant la finale de la coupe du monde de saut d'obstacles de 2007.
Il est devenu un reproducteur réputé. Cloné, il a donné Air Jordan Alpha Z en 2009.

## Histoire
Il naît le 20 mai 1996 à l'élevage de Risch Erwin, en Allemagne. 
Jan Tops l'achète au cavalier canadien John Pearce pour la somme de 1,5 million d'euro, dans l'objectif initial de remplacer sa monture Roofs. Le haras de Zangersheide négocie ensuite avec Tops et rachète Air Jordan. Il est confié à Judy-Ann Melchior, puis à Édouard Mathé, avant de revenir aux écuries de Jan Stal Tops, qui le confie au cavalier allemand Daniel Deußer jusqu'à la fin de sa carrière.
Devenu reproducteur, il est acquis par le Groupe France élevage, mais meurt d'une hernie inguinale en 2013.

## Description
Air Jordan est un étalon de robe noire ou bai foncé, inscrit au stud-book de l'Oldenbourg. Il mesure 1,70 m. 

## Palmarès
- 19 avril 2007 : médaille d'argent lors de la finale de la Coupe du monde de saut d'obstacles 2006-2007 à Las Vegas[1]

## Origines
Air Jordan est un fils de l'étalon Oldenbourg Argentinus, et de la jument Oldenbourg Mandoline, par le Hanovrien Matador.

## Descendance
Il est réputé amener de la force et de la propulsion à sa descendance.
Il a été cloné, donnant le poulain Air Jordan Alpha Z, né en avril 2009.